# Yahoo! Virtual Coach
Yahoo! Virtual Coach era un videogioco manageriale on line di calcio creato da una collaborazione tra il portale web statunitense Yahoo e l'emittente televisiva Eurosport. Il gioco è stato attivo dal 2005 al 2 febbraio 2011.
Il gioco era disponibile in diverse lingue tra cui l'italiano, e a febbraio 2010 contava circa 17.046 squadre. Di queste 16.668 partecipavano a uno dei 926 gruppi di quarta divisione, 288 in uno dei 16 gruppi di terza divisione, 72 nei 4 gruppi di seconda e infine 18 squadre in prima divisione che si contendevano il titolo di campione.

## Modalità di gioco
L'obiettivo del gioco è di vincere il campionato di Prima divisione (massima serie del gioco).
Per potersi iscrivere al gioco è necessario avere un account Yahoo!
Il gioco è simile ad un vero gioco di calcio, dove è possibile scegliere le tattiche, le strategie, allenare i giovani talenti, comprare e vendere giocatori nel calciomercato attraverso ad alcune aste, firmare contratti con gli sponsor ecc.
Quando si inizia a giocare si parte dalla Quinta divisione. Un campionato dura 17 giornate più una di riposo.
In terza divisione soliti 16 gruppi, 4 gruppi in seconda divisione e ci si gioca il titolo mondiale in prima divisione.
Le partite si giocano alle 15, non possono essere viste, ma alla loro fine, di solito dopo 10 minuti, si può vedere il tabellino della partita.
Tutte le squadre di 5ª divisione vengono promosse in 4ª divisione. Le squadre di 4ª divisione  saliranno nei gruppi bassi verso quelli più alti, in base al punteggio ottenuto nelle proprie classifiche e di conseguenza retrocederanno se si piazzeranno con pochi punti.
Dato che è impossibile programmare degli allenamenti automatici, il gioco è consigliato solamente a chi dispone di un abbonamento Internet ADSL, poiché sarà necessario connettersi da una a più volte al giorno per gestire la propria squadra.
Nel gioco è inoltre presente un forum con 5 lingue (italiano, inglese, tedesco, francese e spagnolo).
Dopo la chiusura, buona parte della comunità si è spostata su Il Capo sei tu, sul sito della UEFA.